# Wladimir Köppen
Wladimir Peter Köppen (en ruso: Влади́мир Петро́вич Кёппен, romanización Vladímir Petróvich Kioppen; San Petersburgo, 25 de septiembrejul./ 7 de octubre de 1846greg.-Graz, 22 de junio de 1940) fue un geógrafo, meteorólogo, climatólogo y botánico ruso de origen alemán. Elaboró un sistema de clasificación climática que, con modificaciones, continúa empleándose para agrupar los climas.

## Biografía
Aunque los padres de Köppen eran alemanes, él nació el 25 de septiembre de 1846 en  Rusia y estudió en Crimea. Durante su formación le atrajo especialmente el Medio ambiente, las relaciones con las plantas y el clima en que crecen. Más tarde estudió Geografía en las universidades de Heidelberg y Leipzig, donde obtuvo su doctorado en 1870. 
Entre 1872 y 1873 Köppen fue empleado en Rusia del Servicio Meteorológico. En 1875 se mudó a Alemania para hacerse cargo del Observatorio Naval alemán (Deutsche Seewarte) con sede  en Hamburgo. Ahí era responsable de la realización del servicio de pronóstico meteorológico del noroeste de Alemania y áreas adyacentes. 
Köppen inició el estudio sistemático del clima y experimentó con balones para obtener datos de las capas superiores de la atmósfera. En 1884 publicó la primera versión de su mapa de zonas climáticas, en el cual las temperaturas estacionales fueron trazadas. Este trabajo condujo al desarrollo del sistema de clasificación climática  alrededor de 1900, el cual siguió mejorando el resto de su vida. La versión completa del sistema se publicó en 1918, y después de varias modificaciones la versión final fue publicada en 1936. 
Además de la descripción de varios tipos de climas, tenía conocimientos de paleoclimatología. En 1924 publicó el documento científico Die Klimate der geologischen Vorzeit (Los climas del pasado geológico) junto con su yerno Alfred Wegener (famoso científico alemán por su teoría de la deriva continental), lo cual dio un soporte fundamental a la teoría de las eras glaciales de Milanković.
Sus aportes no solo se circunscribieron a la climatología, sino también a la Paleogeografía.
Hacia la parte madura de su vida, Köppen cooperó con el climatólogo alemán Rudolf Geiger para producir la obra de cinco volúmenes Handbuch der Klimatologie (Manual de climatología). Esta nunca se completó, pues Köppen alcanzó solo a publicar tres de los volúmenes. Después de la muerte de Köppen en 1940 Geiger continuó con el trabajo de las modificaciones al sistema de clasificación de climas.